# Liste de navigateurs web
Suit une liste de navigateurs web.

## Navigateurs graphiques pour appareils mobiles
● Arc Browser
- Avast Secure Browser (en)
- BlackBerry Browser
- Boat Browser
- Brave Browser
- CCleaner Browser
- DuckDuckGo Privacy Browser (en)
- Ecosia Browser
- Google Chrome : AppleWebKit/537.36 (KHTML, like Gecko) Chrome/56.0.2924.87 Mobile Safari/537.36
- Dolphin Browser (HD)
- Firefox Mobile : Gecko/51.0 Firefox/51.0
- iPhone Safari Mobile : Mozilla-iphone OS-U-AppleWebKit-KHTML-Gecko-Mobile-Safari
- Maxthon Cloud Browser (Maxthon for iPhone)
- Microsoft Pocket PC (système d'exploitation) 2003 : MSIE- Windows CE-PPC
- NetFront
- Next Browser
- Opera Mini : Opera J2ME/MIDPPresto
- Ecosia
- Lilo browser
- Samsung navigateur contextuel (Android browser dans une fenêtre pour la série Samsung Galaxy Note, User-Agent : AppleWebKit/537.36 (KHTML, like Gecko) SamsungBrowser/5.0 Chrome/51.0.2704.106 Mobile Safari/537.36)
- SmartCookieWeb
- Symbian : symbianOS-U-Series60-MIDP-2.0-CLDC-AppleWebKit-KHTML-Gecko-Safari
- Sony PlayStation Portable : Mozilla-Playstation portable
- UC Browser
- Zirco Browser
- Morph Browser (Ubuntu Touch)

## Navigateurs graphiques pour ordinateur personnel
- Arachne pour DOS
- AWeb (en) pour AmigaOS

Chronologie des navigateurs Web.

- Baidu Browser, pour Windows depuis 2011
- Chimera2, un navigateur du projet GNU, extrêmement minimaliste.
- Chromium navigateur open source poussé par Google utilisant le moteur de rendu Blink, fondé sur Webkit mais appelé à suivre un développement séparé
  - Avast Secure Browser (en) développé par Avast Software sur la base de Chromium, son but est de vous offrir une navigation rapide et sécurisée, disponible en français pour Windows Mac
  - Google Chrome développé sur la base de Chromium
    - Google Chrome Canary, la version Alpha de Google Chrome disponible en français pour Windows Mac OS

  - Brave pour Windows, Mac OS X et Linux, s'alliant au moteur de recherche français Qwant, propose également une navigation privée sous TOR.
  - Ungoogled-chromium est Google Chromium, sans dépendance sur Google services Web.
  - Beaker, un navigateur expérimental permettant de créer et partager des sites web en pair à pair
  - Citrio ajoute un gestionnaire de téléchargement de torrents
  - Citrus Browser de Motorola
  - Comodo Dragon (en), implémentation de Chromium mais sans les fonctionnalités de tracking et avec l’accent mis sur la sécurité
  - CoolNovo (anciennement ChromePlus), Chrome avec des fonctions supplémentaires (gestes souris, vie privée préservée…)
  - Decentr Un navigateur qui vous donne accès à la blockchain.
  - Dooscape pour Windows, Mac OS X et Linux, développé avec Qt et utilisant le moteur de rendu QtWebEngine basé sur Blink
  - Eolie
  - Epic Privacy Browser, un navigateur basé sur Chromium et axé sur la protection de la vie privée (bloqueur de publicités intégré, serveur proxy intégré, ne conserve pas d'historique, suppression des cookies, anti-trackers intégrés, etc.). Epic Browser se targue d'être le seul navigateur web au monde à pouvoir réellement protéger ses utilisateurs des gouvernements et des entreprises qui cherchent à obtenir leurs données.
  - Opera, pour Windows et Mac OS X, intègre le code de Chromium depuis la version 15.0
    - Opera GX, pour Windows, destinée aux joueurs de jeux-vidéo
    - Opera Neon, une version originale du navigateur
    - Vivaldi est développé sur la base de Chromium (par d'anciens développeurs d'Opera)

  - RockMelt, Chrome avec une intégration de réseaux sociaux
  - SRWare Iron, basé sur Chromium sans les problèmes de protection des données et de vie privée
  - Slimjet
  - Torch (en), pour Windows, Mac OS X et Linux
  - Yandex Browser
  - Maxthon Cloud Browser
- C-Kiosk Anonymous Browser, proxy HTTP, utilisé pour les attaques LOIC.
- Dillo pour les plates-formes UNIX telles que BSD, Linux et OS X
- Dooble (web browser), logiciel open source.
- DuckDuckGo Privacy Browser (en)
- Espial Escape développé en Java pour appareils mobiles.
- HighWire pour systèmes compatibles Atari ST
- IBrowse (en) pour AmigaOS
- iCab pour Mac OS
- Internet Explorer, de Microsoft. Le moteur de rendu d'Internet Explorer est utilisé par d'autres navigateurs dont : 
  - GT Nav, en développement par GeomTech.
  - AOL Explorer
  - Avant Browser, de Anderson
  - GOFinder, navigateur qui permet de surfer tout en jouant de la musique.
  - Browzar, navigateur ne laissant pas de traces de la navigation (historique, cache, cookies, temporary files, formulaire… sont supprimés automatiquement)
  - Crazybrowser
  - GenerationBrowser, navigateur qui permet une navigation par catégories et adapté aux écrans tactiles.
  - Microsoft Edge, le nouveau navigateur de Microsoft pour Windows 10
  - Jumanji Navigateur minimaliste basé sur libWebKit.
  - NetCaptor (en)
  - Microsoft Pivot encore à l'état de projet et toujours en développement.
- Kidz CD (Navigateurs pour enfants)
- Konqueror, du projet KDE, et dont le moteur de rendu est KHTML
- Lunascape, utilisant les moteurs de rendu Trident, Gecko et WebKit
- Mozilla Firefox ou plus simplement Firefox (anciennement Phoenix puis Mozilla Firebird), navigateur libre et gratuit, dont le moteur de rendu, appelé Gecko, est utilisé par : 
  - IceCat, version GNU de Mozilla Firefox
  - Iceweasel, version renommée par la communauté Debian
  - Minefield, version de développement de Mozilla Firefox
  - Cyberfox, version 64 bits de Mozilla Firefox pour Windows
  - Waterfox, version 64 bits de Mozilla Firefox pour Windows, Linux et OS X
  - Pale Moon, dérivé de Firefox, utilisant Goanna, un fork de Gecko
  - Orca Browser, de Anderson
  - TenFourFox, pour OS X sur Macintosh PowerPC
  - Avant Browser version Ultimate, de Anderson
  - Beonex Communicator pour Windows et OS X
  - Epiphany pour GNOME
  - ABrowse logiciel libre (pour AtheOS)
  - Abrowser, navigateur libre (pour Trisquel)
  - LibreWolf, logiciel libre et fork du navigateur Firefox
  - Ghostzilla (en) pour Windows
  - IBM Web Browser pour OS/2
  - Kirix Strata (en)
  - Kazehakase
  - K-Meleon pour Windows un navigateur notablement plus léger que Firefox, duquel il dérive
  - µBrowser
  - Mullvad Browser[1]
  - Naenara, navigateur du système d'exploitation nord-coréen Red Star OS
  - Seamonkey
  - Tor Browser, navigateur utilisant le réseau Tor
  - Torpark, devenu XeroBank Browser
  - Cliqz, Dérivé et plugin
  - SlimBrowser
  - Zen Browser, fork de Mozilla Firefox
- NetSurf pour RISC OS, GNOME, mais aussi des portages natifs pour Haiku, AmigaOS et Atari ST
- Opera, pour Windows, Mac OS X et Linux, jusqu'à la version 12
- Qutebrowser, pour Windows, Mac OS X et Linux
- Safari, d'Apple dont le moteur de rendu WebCore/WebKit (pour OS X) est utilisé par : 
  - zBrowser développé en Qt
  - Arora pour Windows, Mac OS X et Linux, développé en Qt
  - Open Surfer pour Windows, développé en Qt
  - QtWeb (en) pour Windows, Mac OS X et Linux, développé en Qt
  - Falkon (anciennement QupZilla) pour Windows, Mac OS X et Linux, développé en Qt
  - DeskBrowse
  - Uzbl pour Type Unix, développé en Python pour Gtk.
  - iCab, pour Mac OS à partir de la version 4
  - Midori
  - SunriseBrowser
  - OmniWeb (pour les versions d'après janvier 2004)
  - Web (anciennement Epiphany) pour GNOME à partir de la version 2.28
  - WebPositive, pour Haiku
  - Otter Browser, reprend l'apparence du classique Opera (12.x); Interface utilisateur à l’aide de Qt5.
- Sleipnir utilisant les moteurs de rendu Trident et Webkit
- Sputnik pour MorphOS, navigateur gérant le CSS et les technologies récentes du Web 2.0 (mis à part Flash et Java).
- Surf (en), de Suckless.org, type Unix
- UR browser, navigateur français.
- ZAC Browser (en), navigateur pour enfants autistes

## Navigateurs textuels
- Browsh, navigateur fonctionnant sur terminal et basé sur Firefox ; permet également de rendre les images (pixelisées) via des caractères pleins et colorés, pour Windows et UNIX (Mac OS X, Linux, BSD)
- Concept Browser
- ELinks
- Lynx
- Links
- Netrik
- Retawq
- Surfraw (es)
- w3m
- Bunjalloo : un navigateur pour Nintendo DS.

## Anciens navigateurs qui ne sont plus développés
- Arena qui a été remplacé par Amaya
- Amaya, du W3C et de l'INRIA
- Camino (anciennement Chimera) pour Mac OS X
- Shiira pour Mac OS X
- Cello
- Charlie
- Chimera
- Crystal Atari Browser (CAB) pour Atari ST
- CyberDog
- Flock
- Galeon pour GNOME
- Gulliver pour Atari ST
- HotJava, de Sun Microsystems pour Windows et Solaris
- Light of Adamas pour Atari ST
- Line of Fire navigateur pour Atari ST
- MidasWWW
- Mosaic, du NCSA
- NeoPlanet
- NetPositive de Be
- Netcaptor
- Netscape Navigator (jusqu'aux versions 3.xx), puis Communicator (version 4.xx)
- Netscape (version 6 et +)
- Swift, portage de WebKit pour Windows[2]
- Viola
- WebSpace pour Atari ST, remplacé par Wen.Suite III
- WorldWideWeb